# Ordoño III di León
Ordoño Ramírez Ordoño anche in spagnolo, in asturiano e in galiziano, Ordoni, in catalano e Ordonho in portoghese (926 circa – Zamora, 956) fu re di León dal 951 al 956.

## Origine
Ordoño, sia secondo il codice di Roda, che secondo la Cronaca di Sampiro era figlio del re di León Ramiro II, mentre la madre, per il codice di Roda era la prima moglie, una galiziana, citata come Galliciensis nomine, senza precisare nome e ascendenti che dagli storici è stata individuata in Adosinda Gutiérrez, figlia del conte Gutier Osóriz e Ildoncia Menéndez, sorella della madre di Ramiro II, per cui i genitori erano cugini primi; mentre per la Cronaca di Sampiro Ramiro ebbe un'unica moglie di nome di Tarasia detta Florentina , che potrebbe essere la seconda moglie citata dal codice di Roda, Urraca, figlia del re di Pamplona, Sancho I Garcés e di Toda di Navarra.

Ramiro II di León, come riporta il documento n° XII, datato 897, del Portugaliæ Monumenta Historica, Diplomata et Chartæ, Vol. I, era figlio del re di León Ordoño II e di Elvira Menendez, come conferma anche la Historia del Real Monasterio de Sahagún, che precisa che era il figlio terzogenito.

Elvira Menendez era figlia del conquistatore di Coimbra (876), il conte galiziano di Porto Ermenegildo Gutierrez ed Ermessinda Gatonez, come riporta il Diccionario biográfico español, Real Academia de la Historia.

## Biografia
Ordoño era, molto probabilmente, il secondogenito di Ramiro II. Ciò lo si deduce dal documento n° LIV delle Apendices della HISTORIA de la IGLESIA DE SANTIAGO DE COMPOSTELA, TOMO II, inerente una donazione alla chiesa di Santiago di Compostela fatta nel 932 da Ramiro II per le vittorie ottenute nel suo primo anno di regno; in quell'occasione, Ordoño viene infatti citato dopo Bermudo (Veremudus regis filius, Hordonius regis filius).

Il fratello, Bermudo, morì in gioventù, in quanto lo troviamo citato, per l'ultima volta (Veremudus regis filius)) nel documento n° XLV, datato 937 del Portugaliae monumenta historica; ma già nel documento n° LV delle Apendices della HISTORIA de la IGLESIA DE SANTIAGO DE COMPOSTELA, TOMO II, datato 934, inerente una donazione alla chiesa di Santiago, fatto da Ramiro II, mentre Ordoño viene citato (Hordonius filius regis), Bermudo non compare.
Le relazioni tra suo padre Ramiro II e il conte di Castiglia Fernán González si erano guastate per motivi territoriali e, nel 943, Fernán González, si ribellò, ma battuto, nel 944, fu imprigionato in León.

Dopo un solo anno di prigionia, Fernán González recuperò la contea, giurò fedeltà a Ramiro II e diede sua figlia Urraca in sposa al figlio maggiore di Ramiro, Ordoño, come riporta lo storico Rafael Altamira.
Molto probabilmente Ordoño, essendo divenuto il figlio maggiore affiancò il padre nella conduzione del regno, assumendo il titolo regio; infatti nel documento n° 2 del Cartulario de Monasterio de Vega, inerente una donazione al monastero di Vega, fatta da Ramiro II in data 24 settembre 946, assieme alla moglie, Urraca e ai figli viventi, Ordoño, Sancho e Elvira, Ordoño viene citato con il titolo di re (Ranimirus rex servorum Dei - Urracha regina - Ordonius regis - Sanzius filius regis - Gelvira prolis regis et Deo vota).
Nel 951, alla morte del padre, la sua ascesa al trono secondo la Cronica de Sampiro fu messa in discussione dal fratellastro o fratello Sancho. La contesa portò ad una guerra di successione, che vide sia il regno di Navarra che il conte di Castiglia, Fernan González (suocero di Ordono III), alleati di Sancho, che in un primo tempo sembrò avere il sopravvento.

Durante la guerra civile, vista la posizione presa dal suocero, ripudiò la moglie, Urraca.

Nel 953 la guerra civile terminò con la vittoria di Ordono III, che, sconfiggendo Sancho a San Esteban de Gormaz, lo estromise dal potere e ottenne nel contempo la sottomissione della Castiglia al regno di León.
Durante il suo regno dovette domare una rivolta in Galizia e combattere al-Andalus con un certo successo; nel 955 il conte di Castiglia Fernan González sconfisse le truppe del califfo ʿAbd al-Raḥmān III ibn Muḥammad, e nello stesso anno, Ordoño, con le sue truppe, arrivò a Lisbona, che depredò facendo molti prigionieri, concluse la pace su richiesta del califfo, Abd al-Rahman III, come riportano sia il Diccionario biográfico español, Real Academia de la Historia, che La web de las biografias, e la Gran enciclopedia catalana.
Secondo la Cronaca di Sampiro Ordoño III morì nel 956 a Zamora e fu tumulato a León, nel monastero di San Salvador de Palat del Rey, vicino alla tomba del padre Ramiro II, dopo avere regnato, secondo il Chronicon Compostellani, cinque anni e sette mesi; Ordoño III in un secondo tempo, fu traslato a Oviedo, come riporta il The World of El Cid: Chronicles of the Spanish Reconquest.

Gli subentrò il fratellastro o fratello Sancho come Sancho I e nel regno di León iniziò un periodo di disordini.

## Matrimoni e discendenza
Nel 944 Ordoño aveva sposato Urraca di Castiglia, figlia del conte di Castiglia Fernan González e Sancha di Pamplona (circa 900-959), figlia del re di Navarra Sancho I Garcés e di Toda di Navarra.
Urraca di Castiglia, dopo la morte di Ordoño III, in seconde nozze, sposò il futuro re di León, Ordoño, figlio del re di León Alfonso IV e di Onneca Sánchez di Pamplona, e poi, dopo la morte di quest'ultimo, in terze nozze, l'erede al trono di Navarra, Sancho.

Ordoño III e Urraca non ebbero figli.
Ordoño III, dopo avere ripudiato la moglie Urraca, ebbe secondo alcuni un'amante, Aragonta Pelaez, figlia del Conte Pelayo Gonzalez e di Ermesinda Gutierrez, ma secondo altri, prese una seconda moglie, Elvira, figlia del conte di Asturia, Gonzalo e della moglie, Teresa, come riportano sia la Historia genealógica y heráldica de la monarquía española, Volume 1, che la Memorias de las reynas catholicas

Dall'amante o moglie, Ordoño III ebbe almeno un figlio:
- Bermudo, re di Galizia (982-984) e poi di tutto il León dal 984 al 999, come conferma il The World of El Cid: Chronicles of the Spanish Reconquest[26].

Inoltre da Elvira ebbe altri due figli:
- Ordoño di León, citato in un documento, morto in gioventù.
- Teresa di León, che si fece monaca e visse in un monastero di León

## Ascendenza
|                    |   |                      | Genitori         |  |  | Nonni |  |  | Bisnonni                  |  |  | Trisnonni              |  |
|                    |   |                      |                  |  |  |       |  |  | Alfonso III delle Asturie |  |  | Ordoño I delle Asturie |  |
|                    |   |                      |                  |  |  |       |  |  | Alfonso III delle Asturie |  |  | Ordoño I delle Asturie |  |
|                    |   | Munia                |                  |  |  |       |  |  | Alfonso III delle Asturie |  |  |                        |  |
| Ordoño II di León  |   |                      |                  |  |  |       |  |  | Alfonso III delle Asturie |  |  |                        |  |
|                    |   | Jimena di Pamplona   | García I Íñiguez |  |  |       |  |  |                           |  |  |                        |  |
|                    |   | Jimena di Pamplona   | García I Íñiguez |  |  |       |  |  |                           |  |  |                        |  |
|                    |   | Jimena di Pamplona   | Urraca           |  |  |       |  |  |                           |  |  |                        |  |
| Ramiro II di León  |   | Jimena di Pamplona   |                  |  |  |       |  |  |                           |  |  |                        |  |
|                    |   | Ermenegildo Menéndez | …                |  |  |       |  |  |                           |  |  |                        |  |
|                    |   | Ermenegildo Menéndez | …                |  |  |       |  |  |                           |  |  |                        |  |
|                    |   | Ermenegildo Menéndez | …                |  |  |       |  |  |                           |  |  |                        |  |
| Elvira Menéndez    |   | Ermenegildo Menéndez |                  |  |  |       |  |  |                           |  |  |                        |  |
|                    |   | Ermessinda Gatonez   | …                |  |  |       |  |  |                           |  |  |                        |  |
|                    |   | Ermessinda Gatonez   | …                |  |  |       |  |  |                           |  |  |                        |  |
|                    |   | Ermessinda Gatonez   | …                |  |  |       |  |  |                           |  |  |                        |  |
| Ordoño III di León |   | Ermessinda Gatonez   |                  |  |  |       |  |  |                           |  |  |                        |  |
|                    | … | …                    |                  |  |  |       |  |  |                           |  |  |                        |  |
|                    | … | …                    |                  |  |  |       |  |  |                           |  |  |                        |  |
|                    | … | …                    |                  |  |  |       |  |  |                           |  |  |                        |  |
| Gutier Osóriz      | … |                      |                  |  |  |       |  |  |                           |  |  |                        |  |
|                    |   | …                    | …                |  |  |       |  |  |                           |  |  |                        |  |
|                    |   | …                    | …                |  |  |       |  |  |                           |  |  |                        |  |
|                    |   | …                    | …                |  |  |       |  |  |                           |  |  |                        |  |
| Adosinda Gutiérrez |   | …                    |                  |  |  |       |  |  |                           |  |  |                        |  |
|                    |   | …                    | …                |  |  |       |  |  |                           |  |  |                        |  |
|                    |   | …                    | …                |  |  |       |  |  |                           |  |  |                        |  |
|                    |   | …                    | …                |  |  |       |  |  |                           |  |  |                        |  |
| Ildoncia Menéndez  |   | …                    |                  |  |  |       |  |  |                           |  |  |                        |  |
|                    |   | …                    | …                |  |  |       |  |  |                           |  |  |                        |  |
|                    |   | …                    | …                |  |  |       |  |  |                           |  |  |                        |  |
|                    |   | …                    | …                |  |  |       |  |  |                           |  |  |                        |  |
|                    |   | …                    |                  |  |  |       |  |  |                           |  |  |                        |  |

### Fonti primarie
- (LA)  Textos navarros del Códice de Roda Archiviato il 31 gennaio 2021 in Internet Archive..
- (LA)  Historia de España: parte XVI, Sampiri Astoricensis Episcopi chronicon.
- (LA)  España sagrada. Volumen 14.
- (LA)  Portugaliae monumenta historica.
- (LA)  #ES Cartulario de Monasterio de Vega Archiviato il 24 agosto 2021 in Internet Archive..
- (LA)  #ES Apendices della HISTORIA de la IGLESIA DE SANTIAGO DE COMPOSTELA, TOMO II.
- (LA)  España sagrada. Volumen 23

### Letteratura storiografica
- Rafael Altamira, Il califfato occidentale, in L’espansione islamica e la nascita dell’Europa feudale, collana «Storia del mondo medievale», II volume, Milano, Garzanti, 1999  [1979],  pp. 477–515, SBN RAV0065639.
- (ES)  Historia del Real Monasterio de Sahagún
- (ES)  #ES Historia genealógica y heráldica de la monarquía española, Volume 1
- (ES)  #ES Memorias de las reynas catholicas
- (EN)  #ES The World of El Cid: Chronicles of the Spanish Reconquest.